# Claire Boulé
Pour les articles homonymes, voir Boulé.
Vous pouvez aider à l'améliorer ou bien discuter des problèmes sur sa page de discussion.
- Il ne cite pas suffisamment ses sources. Vous pouvez indiquer les passages à sourcer avec {{référence nécessaire}} ou {{Référence souhaitée}}, et inclure les références utiles en les liant aux notes de bas de page. (Marqué depuis avril 2024)
- Certaines informations devraient être mieux reliées aux sources mentionnées dans la bibliographie ou les liens externes. Améliorez sa vérifiabilité en les associant par des références. (Marqué depuis avril 2024)

- Archive Wikiwix
- Bing
- Cairn
- DuckDuckGo
- E. Universalis
- Gallica
- Google
- G. Books
- G. News
- G. Scholar
- Persée
- Qwant
- (zh) Baidu
- (ru) Yandex
- (wd) trouver des œuvres sur Wikidata

Claire Boulé est une écrivaine et artiste québécoise.

## Biographie
Claire Boulé est née et a grandi à Québec. Elle a poursuivi ses études secondaires et universitaires dans cette même ville et a obtenu une licence en lettres de l'Université Laval. Elle entreprend alors une carrière en enseignement de la littérature qui l'amène d'abord aux États-Unis, puis à Rivière-du-Loup et au Saguenay. Après un retour aux études en lettres à l'Université de Montréal, elle s'établit en Outaouais où elle continue d'enseigner la littérature au collégial.
Parallèlement à sa carrière d'enseignante, elle suit une formation en art, publie poèmes et nouvelles dans les revues, (Moebius, Brèves littéraires, Traversées, Le Sabord) et se mérite le deuxième prix Octave-Crémazie du Salon du livre de Québec en 1982 pour le recueil de poésie L’été interdit.
Elle participe également à des expositions de groupe et tient deux expositions individuelles dont une à la galerie Ambre de Besançon (France) en 1991.
Après avoir publié le recueil Poreuses frontières (2003) l'auteure décide de prendre une retraite anticipée pour se consacrer entièrement à l'écriture et à l'art.
En 2007, l'exposition intitulée Taïga qu'elle tient à la galerie d'art de l'Alliance française d'Ottawa, exprime la fascination pour le Nord qui l'habite depuis les voyages qu'elle a effectués dans la région de la baie James et au Labrador. Les œuvres qu'elle expose sont des techniques mixtes qui combinent acrylique et papiers de fibres de coton. Grâce à cette série d’œuvres, elle obtient la bourse Ted Marshall de l'École d'art d'Ottawa, en reconnaissance du mérite artistique et de l'expression de la vie par les arts. Quelques-uns de ses tableaux serviront à illustrer le recueil de poésie Calendrier des terres froides, (2008) pour lequel elle se mérite le prix littéraire Jacques-Poirier. Ce prix lui vaut d'être invitée d'honneur au Salon du livre de l'Outaouais, la même année. Dans ce dernier recueil, la poésie emprunte au lexique de l'art un nouveau langage. Car les images sont nées dans un premier temps de la peinture, elle-même inspirée par les croquis et les photographies prises au cours des deux voyages dans les régions nordiques.
Avec Sortir du Cadre (2010) l'auteure poursuit une démarche similaire. Dans ces nouvelles, l’œuvre d'art, qu'elle soit photographie, tableau ou simple dessin, sert de révélateur à des protagonistes en quête de sens. <<Sortir du cadre>>, c'est aussi une manière de s'affranchir des conventions et d'explorer l'ailleurs.
Au cours des années suivantes, l'auteure collabore à des anthologies et à des collectifs qui mettent en résonance œuvres d'art et écrits inspirées par l'art : Homonymes, catalogue de l'exposition de groupe tenue à la galerie Montcalm de Gatineau en 2012. Voir et Percevoir, catalogue de l'exposition du groupe tenue à la galerie L'espace contemporain de Montréal en 2013. Dialogues de l’œil, regards sur la collection permanente d’œuvres d'art de la ville de Gatineau, éditions Neige-Galerie, Gatineau,2015.
Entre 2013 et 2017, elle participe à des expositions de groupe à Montréal (Galerie Carte Blanche, Galerie L'Espace contemporain) et tient une exposition individuelle à cette dernière galerie en 2014.
La dernière parution de l'auteure, un roman intitulé Le bruit sourd des glaces (2018), reprend encore une fois la thématique de l'art en l'associant aux thèmes de l'échec et de l’œuvre inaccomplie, tout comme dans son premier recueil de nouvelles, Maison Ouverte.
Le 20 novembre 2023, Claire Boulé décédait d'une longue maladie.

## Œuvres
- Le bruit sourd des glaces, roman, Éditions David (2018)
- Sortir du cadre, nouvelles, Éditions David (2010) Prix Le Droit 2011
- Calendrier des terres froides, poésie, Écrits des Hautes-Terres (2008) Prix Jacques-Poirier Outaouais 2007 Prix Le Droit 2008
- Maison ouverte, nouvelles, Éditions du Vermillion (2006)
- Poreuses frontières, poésie, Éditions du Vermillion (2003)